# Myliusia lanterna
Myliusia lanterna är en svampdjursart som beskrevs av Schmidt 1880. Myliusia lanterna ingår i släktet Myliusia och familjen Euretidae. Inga underarter finns listade i Catalogue of Life.